# Булгары
Булга́ры, болга́ры (лат. Bulgares, греч. Βoύλγαρoί, болг. прабългари, протобългари, тат. болгарлар, чув. пӑлхарсем, баш. болғарҙар, ног. булгарлар, монг. болгарууд, кит. 保加利亞人) — тюркские племена, населявшие с IV века степи Северного Причерноморья до Каспия и Северного Кавказа и мигрировавшие во 2-й половине VII века частично в Подунавье, а позднее — в Среднее Поволжье и ряд других регионов.
Участвовали в этногенезе таких современных народов, как балкарцы, болгары, гагаузы, карачаевцы, кумыки, татары и чуваши. Передали своё имя государству Болгария. В современной историографии используются также термины протоболгары, праболгары, древние болгары.

## Терминология и самоназвание
Вариации корневого звука «о» или «у» зависят от особенностей различных языков. В оригинале корневой звук гласной буквы после «б» звучал как среднее между гласной «у» и «о», дунайские болгары используют твёрдую «ъ», в татарском и башкирском языках этой фонеме соответствует графема «о», которая звучит как среднее между гласной «у» и «о». Современные болгары называют себя българи, «ъ» в болгарском алфавите произносится как нейтральная шва. В чувашском болгарскому звуку «ъ» соответствует звук «ă», в обоих случаях в транскрипции МФА обозначается символом [ə], българ < пăлхар. Название булгары, используя твёрдое «у», употребляли греки, описавшие этот период истории в письменных источниках. Название «болгары», используя твёрдое «о», употребляли русские летописцы, описавшие военные походы русских князей на Волжскую Болгарию.
Арабский путешественник, исламский миссионер Абу Хамид аль-Гарнати, посетивший Волжскую Булгарию в 1135 и 1150 годах, упоминает прочитанную им «Историю Булгара», в которой говорится, что слово булгар — это арабизированная форма местного слова балар — умный человек. Разумеется, данное высказывание интересно не с точки зрения выяснения происхождения слова «булгар» (мы тут имеем дело с так называемой «народной этимологией»), а ввиду того, что здесь названо подлинное самоназвание (эндоэтноним) жителей Волжской Булгарии. То, что это именно так, подтверждается множеством других источников, а не только арабом Абу Хамид аль-Гарнати. Так называли себя волжские булгары с самого начала появления на Волге и Каме и вплоть до XIV—XV вв. Современной формой этого слова может быть название башкирского племени «буляр» в западной части нынешнего Башкортостана.
Предполагаемую этимологию этнонима булгар привёл более ста лет назад венгерский учёный-языковед Бернат Мункачи: булгар — «пять угров». Согласно Д. М. Данлопу, этноним башкорт восходит к формам beshgur, bashgur, то есть пять племён, пять угров. Так как Sh в современном языке соответствует L в булгарском, то, по мнению Данлопа, этнонимы башҡорт (bashgur) и булгар (bulgar) эквивалентны.
Другую версию высказал российский историк А. П. Новосельцев: «Этноним булгары во второй части, несомненно, отражает их первоначальную связь с уграми, а в первой части, очевидно, восходит к тюркскому „булга“ („смешивать“), и тогда всё слово означает „смешанные угры“».
Версия А. П. Новосельцева не выдерживает критики, поскольку в финно-угорских языках нет слова «Угр»; имя Угр — производное из гуннского имени Огур и распространилось на «угорские»-финские народы благодаря венграм. Кроме того, имя Булгар зафиксировано в китайских летописях с 216 года, когда генерал Цао Цао ввёл новую организацию «пять частей» в ранговую структуру южных хунну, этимология которой вполне определённо отражает язык булгарской группы тюркских языков.

## Происхождение и этническо-языковая принадлежность

### Сарматская теория
Советский археолог, доктор исторических наук и профессор МГУ Алексей Смирнов, специализирующийся на протобулгарах, в 1951 году высказал мнение об ираноязычии ранних протобулгар:

Булгары — сарматы по происхождению, но по языку тюрки. Они были тюркизированы во время их пребывания в Приазовье. Процесс шёл много столетий, начиная от гуннов, аваров и других волн кочевников, двигавшихся из Азии. Вопрос языка и народа не один и тот же. Народ может воспринять чужой язык. Так, иранцы Средней Азии восприняли тюркские языки сравнительно недавно, в середине I тыс. н. э.

В частности А. Смирнов указывал, что протобулгары культурно в результате археологических раскопок во многом продолжали сарматскую культуру, например, производили характерную лощёную посуду, которую до них делали сарматы.

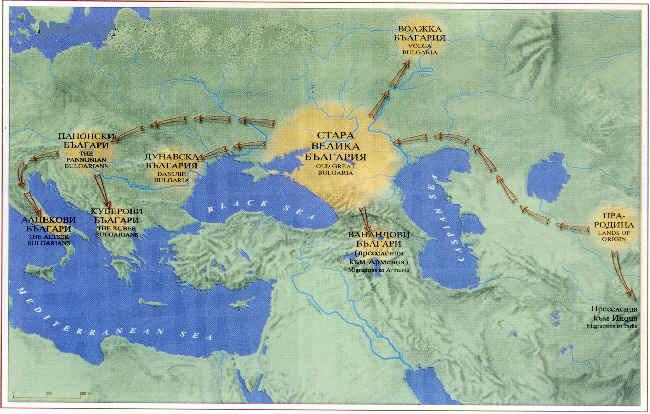
Миграция болгар

В последние несколько столетий появилось множество различных гипотез, связанных с происхождением древних болгар. Это обилие гипотез говорит как минимум о двух вещах: либо подход к решению проблемы неверен, либо корни болгар настолько древнее, что возможны любые предположения. Согласно большинству из них, происхождение протобулгар колеблется от тюрко-алтайского до памиро-ферганского и иранского, и от северо-индийского и западно-китайского до славянского. Некоторые из них фактически отжили своё время. Представляют интерес те, которые актуальны сегодня в научном (и общественном) пространстве. Среди них основные теории о происхождении протобулгар, которые условно называют — восточно-иранской, гуннской и тюркской теорией.

### Восточно-иранская теория

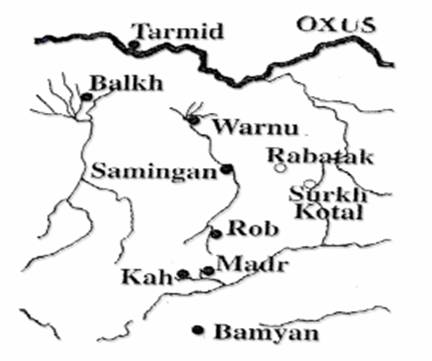
Древние города Балхары в IV веке до н. э.

В основном среди болгарских историков получила популярность теория восточно-иранского происхождения булгар. Древние китайские источники[какие?] содержат сведения о народе богор, или болор, проживавшем в районах к западу от Тибета. Направление в целом совпадает с выдвинутым тезисом для Памиро-Гиндукушского региона, где предполагается, что он является древнейшим местом проживания древних болгар. Это мнение подтверждается и древнеармянской географией «Ашхарацуйц», составленной Мовсесом Хоренаци в VII в., в которой описывается жизнь древних болгар до их переселения в Европу. Здесь болгары засвидетельствованы под именем булхи (по чтению, предложенному академиком С. Еремяном). Согласно «Ашхарацуйц», булгары и соседние с ними народы — массагеты, согдийцы, саки, хорезмийцы — были богатыми и развитыми в ремесленном и торговом отношении народами и значительно отличались от соседних малоразвитых кочевых племён. На территории древней Балхары, в северной части сегодняшнего Афганистана, ещё с древнейших времён до нашей эры встречаются названия городов, названия которых очень напоминают сегодняшние болгарские. Это города Мадр, Варну, Балх и другие.
Болгарский экономист Петр Добрев является сторонником близости протобулгар с иранской ветвью индоевропейской языковой семьи. На основании сохранившихся портретов древних болгар на печатях, монетах, скульптурах, рельефах, рисунках и т. п., а также историко-литературных свидетельств он заявляет о принадлежности физического типа древних болгар к памирско-ферганской расе.
Одним из исторических свидетельств, в которых Петр Добрев находит доказательства родины протоболгар, являются легендарные сведения о Булгаре, переданные Михаилом Сирийским (XII век), которые были рассмотрены в начале прошлого века профессором В. Златарским. В них отмечается, что во время правления императора Маврикия (582—602), три брата вышли из Внутренней Скифии с 30 000 скифов. «Они совершили 60-дневный путь от ущелья горы Имеон до реки Танаис (река Дон)». Позже один из братьев отделился со своими людьми и попросил императора дать ему землю для поселения. Этих людей римляне называли болгарами.
Согласно указанной теории, древние булгары были ираноязычны и обитали в зоне, лежавшей между западной частью Гиндукуша, Парапамизом и рекою Оксом — (Аму или Хигон), отделявшую её от лежащей севернее Согдианы. В древности эта местность называлась Бактрия (греч.), или Балхара (самоназвание), со столицей в городе Балх. Отсюда болгарские историки выводят этноним «болгары», привлекая тот факт, что булгар армянские источники называли булхи, а также упоминания в индийских источниках народа балхики и родины булгар в горах Имеона (где и была Бактрия) в раннесредневековых источниках.

В качестве обоснования привлекается антропология, некоторые данные которой позволяют предположить происхождение булгар от палеоевропеоидных групп населения. Так же указывается, что некоторые имена протобулгар имеют иранское происхождение, как, например, имя вождя кутригуров Забергана, старшего сына Кубрата Безмера, а также основателя первого болгарского царства Аспаруха..

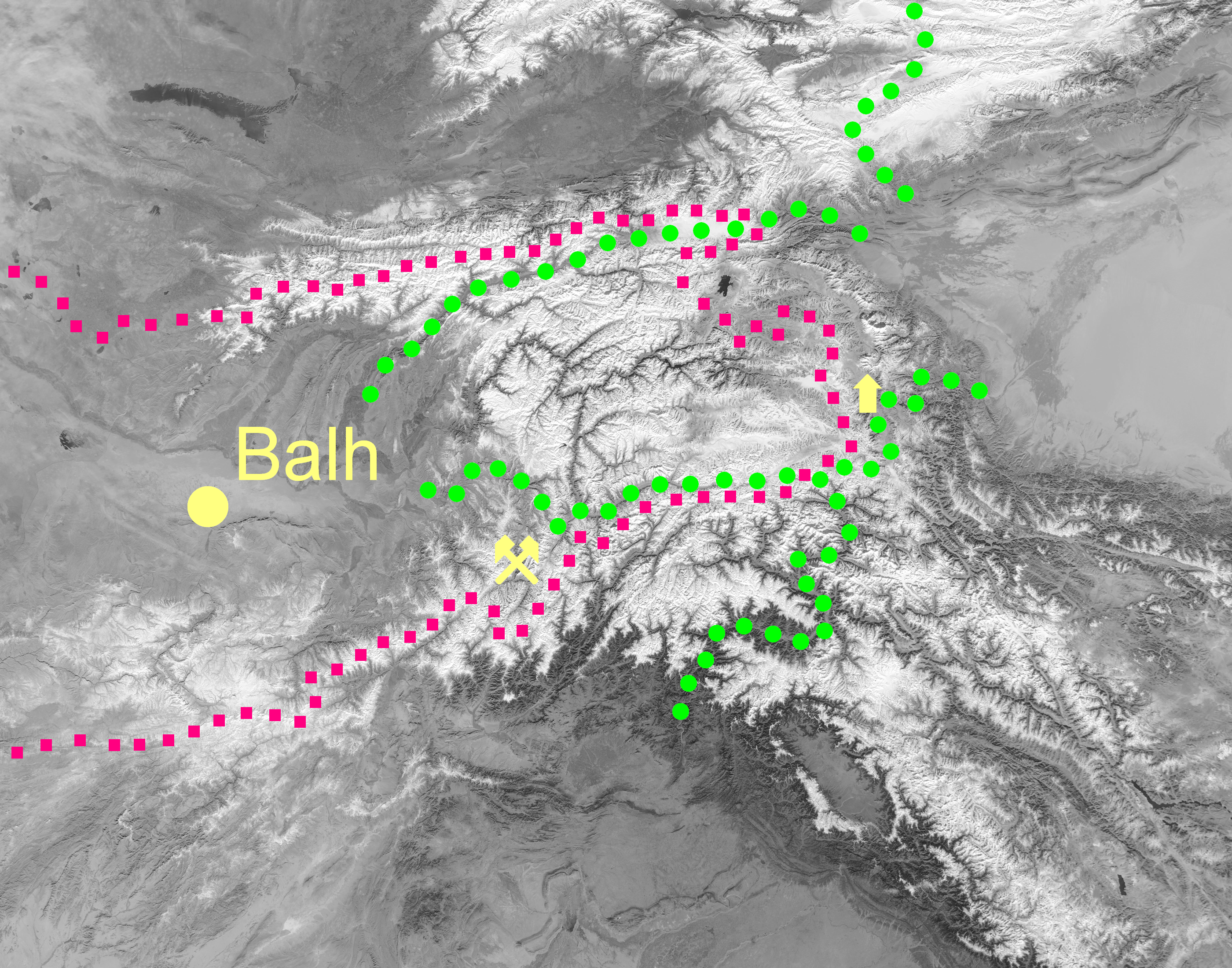
Древняя родина булгар согласно описанию Средней Азии из армянского географического атласа «Ашхарацуйц», реконструкция академика С. Т. Еремяна

Сторонники теории считают, что древние булгары на начальном этапе говорили на восточно-иранском языке, но потом сменили его на тюркский язык.
В армянском географическом атласе VII века «Ашхарацуйц», составленном на основании более древних сведений, племя булхи помещается рядом с саками и массагетами.
Агафий Миринейский, рассказывая о набеге хана Забергана в 558 году, дал краткое описание древней истории «гуннов» (булгар), обитавших некогда в Азии за Имейской горой:

Народ гуннов некогда обитал вокруг той части Меотидского озера, которая обращена к востоку, и жил севернее реки Танаиса, как и другие варварские народы, которые обитали в Азии за Имейской горой. Все они назывались гуннами, или скифами. По племенам же в отдельности одни из них назывались котригурами, другие утигурами.— Агафий Миринейский. О царствовании Юстиниана. 5.11
Феофилакт Симокатта в описании войн между племенами Тюркского каганата локализовал прародину уннугуров (предположительно булгарское племя) в Согдиане (равнинная область на границе Афганистана, Узбекистана и Таджикистана, охваченная Гиндукушем):

Только Бакаф, некогда построенный уннугурами, был разрушен землетрясением, и Согдиана испытала на себе и мор и землетрясение.— Феофилакт Симокатта. История. 7.8.7
Михаил Сириец (XII век) пересказал легенду из более раннего писателя VI века Иоанна Эфесского о трёх братьях «скифах», вышедших от горы Имаон в Азии и дошедших до Танаиса (Дона).

«В то время три брата из Внутренней Скифии вели с собой тридцать тысяч скифов и за шестьдесят дней прошли путь от горы Имаона. Они шли в зимнее время, чтобы находить воду, и достигли Танаиса и моря Понтийского. Когда они достигли границ ромеев, один из них, по имени Булгариос, взял с собой десять тысяч мужей и отделился от своих братьев. Он пересек реку Танаис и подошел к Дунаю, впадающему в Понтийское море, и послал (своих представителей) к Маврикию просить дать ему область, чтобы поселиться в ней и стать помощью ромеев. Император предоставил ему Дакию, Верхнюю и Нижнюю Мезию… Они обосновались там и стали охраной для ромеев. И ромеи назвали их булгарами…
Другие два брата пришли в страну аланов, называемую Барсалия (Берсилия) и города которой были построены ромеями, например Каспий, именуемый ворота Тораяна (Дербент). Булгары и пугуры, населявшие эти места, в старые времена были христианами. И когда иноземцы начали править этой страной, они стали называться хазарами по имени старшего из братьев, которого звали Хазариг (Казариг)».

### Гуннская теория
В своё время эту теорию разделяли довольно крупные западноевропейские учёные вроде Клапрота, Цейса, Маркварта, а затем — крупнейший представитель исторической науки у болгар профессор В. Н. Златарский и один из крупнейших представителей языковедческой науки, софийский профессор Ст. Младенов.
Историк-любитель, юрист по профессии Димитар Сасалов на основании труда голландского китаиста Де Гроота (De Groot. Die Hunnen der vorchristlichen Zait / «Хунны в дохристианские времена») пришёл к выводу, что между Баграшкулем и Баркулем обитали предки древних болгар, и представил свои идеи в книге «Пътят на България»,1936 г, («Путь Болгарии»). Имя Баркуль он толковал непосредственно как «Болгарское озеро», а расположенную к югу от него гору Баркультаг (самый восточный хребет Тянь-шаня) — как «Болгарская гора». Но под сильным давлением принятой в науке теории о хуннском / гуннском происхождении болгар и по причине большой скудности знаний об этом регионе он сделал вывод, что все население вокруг озёр Баграшкуль и Баркуль было из племён сюнну, и связал его с потомками гуннов Аттилы.

### Тюркская теория
Согласно данной теории, булгары были частью огурского массива племён, первоначально обитавших в Центральной Азии. С этой точки зрения булгары являлись одной из самых ранних тюркских групп, продвинувшихся в Европу в ходе Великого переселения народов. Булгарский язык относится к числу тюркских языков.
Впервые мысль о тюркском происхождении древних болгар была вскользь высказана в 1772 году Шлёцером во «Всеобщей северной истории» (нем. Allgemeine Nordische Geschichte). В 1810 году в Москве был издан в русском переводе его труд «О происхождении славян вообще, и в особенности словен российских». В этом труде, соглашаясь с мнением Гаттерера, что болгары и мадьяры принадлежали к одному и тому же финскому племени, Шлёцер заметил: «Другие утверждают с такою же, а может быть, и с большею вероятностью, что болгары, по-видимому, были татарами». В доказательство этого вероятного предположения автор приводит известный титул хаган и личные имена, «которые без сомнения походят на имена татарского происхождения».
Несколько подробнее, но так же поверхностно пытались развить эту же теорию Иоганн Тунманн (Johann Thunmann) в сочинении «Исследования по истории восточно-европейских народов» (нем. Untersuchungen über die Geschichte der östlichen Europäischen Völker. Erster Teil. — Leipzig, 1774) и Иоганн Христиан фон Энгель в сочинении «История болгар в Мизии» (нем. Geschichte der Bulgaren in Mösien и пр. Halle, 1797).
Тунманн называет древних болгар кровными «приятелями» мадьяр, в чём его убеждают, прежде всего, их нравы и обычаи, которые, как и у древних мадьяр, по большей части будто бы тюркские, но какие нравы и обычаи имеет в виду автор, читателю остаётся неизвестным. Затем Тунманн обращает внимание на титул «хаган» и ссылается, не приводя, впрочем, ни одного примера, на личные имена, которые резко разнятся от славянских, и, наоборот, совпадают с мадьярскими. Далее, доказательством тюркского происхождения древних болгар Тунманну служит то, что, как и мадьярские племена, древние болгары часто называются гуннами, и что сыновья болгарского царя времени Константина Багрянородного (X в.) назывались именами: один-Kan rtikinos, а другой — Bulias Tarkan, сближающимися (Kan и Tarkan) с подобными же тюркскими.
Не дальше ушёл и Энгель, который в пользу теории привёл два довода о том, что имена старых болгарских предводителей звучат по-тюркски, и, что болгарские цари в древнейших византийский источниках называются ханами или хаганами.
Точку зрения Шлёцера, Тунманна и Энгеля повторил дословно Карамзин в I т. своей «Истории».
Немецкий учёный Цейс в сочинении «Немцы и их соседние племена» (нем. Die Deutschen und ihre Nachbarstämme) в 1837 году по данному вопросу изложил свою точку зрения. По Цейсу, древние болгары — это гунны, продвинувшиеся к Чёрному морю и Меотиде. Bulgares, Bulgari — это только другое название гуннов. И в настоящее время по верхнему течению Волги, где должны были удержаться остатки болгар, наряду с финскими народами мы находим только тюркские, по Цейсу это уже служит доказательством того, что номады-болгары, а следовательно и гунны, принадлежали к большому кочевому племени тюрок.
В 1866 году в Москве был опубликован капитальный труд профессора А. Н. Попова «Обзор хронографов русской редакции», в котором автор напечатал, между прочим, открытый им в двух рукописях так называемого «Елинского и римского летописца» список древнеболгарских князей, представляющий собой краткую хронографическую запись или реестр ряда имён болгарских князей в порядке их преемственного правления. В науке этот список известен под двумя названиями: «Родословие» болгарских князей, хотя никаких элементов родословия, по существу, он в себе не заключает, и под более удачным названием, которое дал ему известный хорватский историк Рачкий, — «Именник» болгарских князей.
После открытия Попова тюркско-татарская теория получила дальнейшую разработку главным образом в трудах А. А. Куника, А.Вамбери и В.Томашека.
В 70-х годах XIX века тюркско-татарская теория происхождения аспаруховых болгар была изложена, не дав никаких положительных результатов, начинающим тогда русским славистом, впоследствии профессором Московского университета Матвеем Соколовым, в сочинении «Из древнейшей истории болгар» (СПб., 1879). Из краткого резюме труда М. Соколова мы легко убедимся в том, как мало сделала эта теория почти за сто лет своего существования и на каких шатких основаниях она была построена, а между тем, после Шлёцера, Тунманна и Энгеля вплоть до начала XX в. она имела немало сторонников.
Армянская география VII века, приписывавшаяся Моисею Хоренскому, давая довольно точное в подробностях географическое описание азиатской половины Сарматии, то есть Кавказа, говорит, между прочим, что к северу от реки Кубани (Варданис, Vardanes) и Псевхры (Psychrus), которая отделяет Босфор от тех мест, где находится городок Никопс, живут народы турок (тюрков) и болгар, которые именуются по названиям рек: Купи-Булгар, Дучи-Булкар, Огхондор (Woghkondor), Блкар — пришельцы, Чдар-Болкар. По толкованию К. Патканова, Купи-Булгар — это кубанские болгары; Чдар-Булгар — это болгары-котраги; Огхондор-Булгар или Вгндур-Булгар — это болгары-оногундуры византийских писателей. Таким образом, армянский географ VII века ясно говорит о народах, живущих севернее рек Кубани и Псевхри: турки (тюрки) и болгары, и затем перечисляет четыре болгарских племени, называя их: булгар, булкар, блкар, болкар. Под пером болгарского историка профессора В. Н. Златарского в ранней его работе «Студии по българската история» эти четверо болгарских племён превращаются безоговорочно в турецко(тюркско)-болгарские племена, помещаемые армянским географом на том самом месте, где византийские историки Феофан и Никифор помещают Великую Болгарию, и затем в дальнейшем изложении профессор Златарский говорит уже только о турецко(тюркско)-болгарских племенах и турецко(тюркско)-болгарском народе. Как мало надо было болгарскому историку, чтобы разрешить сложную и запутанную проблему этногенеза древнеболгарского народа! Впрочем впоследствии профессор Златарский изменил тюркско-татарской теории и в своей капитальной «Истории Болгарского государства в средние века» без особого труда и долгих размышлений перешёл на позицию так называемой гуннской теории.
Сторонник теории, советский и российский историк и археолог, автор многочисленных трудов по истории татарского народа, доктор исторических наук, профессор Альфред Халиков в статье «Основные этапы истории и археологии ранних болгар в Среднем Поволжье и Приуралье» (Сборник статей «Ранние болгары в Восточной Европе»), приняв во внимание труд болгарского исследователя истории Д. И. Димитрова и ошибочно назвав его болгарским археологом, в своём труде подробно изложил этапы истории с точки зрения «тюркской теории».

## Ранняя история булгар. IV—VI века

### Свидетельства IV века

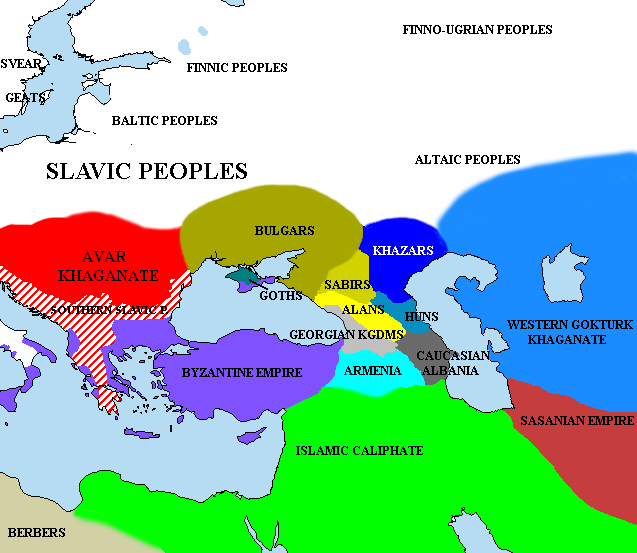
Местоположение булгар ~ 650 г.

Первое упоминание о булгарах в синхронном источнике содержится в анонимном латинском хронографе 354 года, где в списке племён и народностей Причерноморья и Прикаспия (потомков Сима) на последнем месте называются вулгары (Vulgares).
Самое раннее ретроспективное упоминание о булгарах содержится у армянского историка V века Мовсеса Хоренаци. По его словам, при армянском царе Аршаке I, сыне Вагаршака, булгары поселились в армянских землях:

В дни Аршака возникли большие смуты в цепи великой Кавказской горы, в Стране булгаров; многие из них, отделившись, пришли в нашу страну.

Время правления Аршака I датируется 1-й половиной II в. н. э., что вызывает сомнение историков в достоверности данного сообщения. Мовсес Хоренаци ссылается на более раннего летописца Мар Абаса Катину, жившего самое позднее на рубеже III—IV веков.
Далее свидетельства об их активности исчезают из источников вплоть до распада Гуннской империи. Это даёт основания предполагать, что булгары входили в тот огромный союз племён, который современники именовали гуннами.

### Булгары и гунны
В ранней средневековой историографии прослеживается путаница булгарских племён с гуннами, оставившими неизгладимый след у современников своими разрушительными походами середины V века. Захарий Ритор в своей «Церковной истории» (середина VI века) относит все племена (включая «бургар»), проживающие к северу от Кавказа в Прикаспии, к гуннским. Однако Иордан разделяет булгар и гуннов, описывая в середине VI века места их расселения:

Далее за ними [ акацирами ] тянутся над Понтийским морем места расселения булгар, которых весьма прославили несчастья, [совершившиеся] по грехам нашим. А там и гунны, как плодовитейшая поросль из всех самых сильных племен…

Источники середины VI века, рассказывая о набегах кочевников в 550-е—570-е годы, упоминают либо булгар, либо гуннские племена утигуров и кутригуров (позже оногуров). С конца VI века в Европе эти названия племён начинают заменяться этнонимом булгары, а с VII века окончательно используется только название булгар.
Отсутствуют убедительные свидетельства современников, которые позволили бы однозначно идентифицировать утигуров и кутригуров как булгарские племена, однако большинство историков склоняется к такому выводу на основании более поздних свидетельств и анализа синхронности событий.
Кутригуры обитали между изгибом нижнего Днепра и Азовским морем, контролируя в том числе степи Крыма вплоть до стен греческих колоний на полуострове. Утригуры расселились по берегам Азова в районе Таманского полуострова.

### Булгары на Дунае. V—VI века
Первое свидетельство о появлении булгар на Балканах содержится в хронике VII века Иоанна Антиохийского:

Два Теодориха снова приводили в смятение дела ромеев и опустошали города близ Фракии, вынудив Зенона в первый раз склониться к союзу с так называемыми булгарами.

Союз византийцев с булгарами против остготов датируется 479 годом.
Незадолго до того булгары появились на Дунае. Заметка на полях болгарского перевода греческой стихотворной хроники Константина Манассии (XII век) относит переселение к 475 году.
В это время булгары ведут кочевой образ жизни. Они периодически беспокоят границы Византийской империи. Первый набег на Фракию отмечен в 491 году или, согласно хронике Марцеллина Комита, в 499 году.
В 502 году булгары повторяют набег на Фракию, а в 530 году Марцеллин Комит замечает о поражении булгар от византийцев. Вскоре булгары стали совершать набеги в союзе со славянскими племенами, которые впервые отмечены в письменных источниках с начала VI века.
В 539—540 годах булгары проводят рейды по Фракии к эгейскому побережью и по Иллирии до Адриатического моря. В это же время значительное число булгар поступает на службу к императору. Например, в 537 году отряд булгар принимает участие в оказании помощи византийскому гарнизону, осаждённому готами в Риме.
Известны случаи и вражды между двумя основными племенами булгар, которые умело разжигала византийская дипломатия. Чтобы обезопасить свои границы от слишком беспокойных соседей, каковыми являлись кутригуры, император Юстиниан с помощью богатых подарков и денег направил против них силы восточной ветви булгар — утигуров. В итоге кутригуры потерпели поражение, но вскоре два племени вновь смогли объединиться против империи.
Около 558 года орды булгар (в основном кутригуры) под предводительством своего вождя Забергана вторгаются во Фракию и Македонию, подходят к стенам Константинополя. И только ценой больших усилий византийцам удаётся отбросить силы Забергана назад. Несмотря на то, что войско хана все ещё сильно и представляет большую опасность для столицы империи, булгары возвращаются в свои степи. Причиной тому служат известия о появлении к востоку от Дона неизвестной воинственной орды. Это были авары, предводительствуемые каганом Баяном.
Византийские дипломаты незамедлительно использовали авар для борьбы против напирающих на Константинополь булгар. Взамен новым кочевникам предлагаются деньги и земли для поселений. Хотя аварская армия и немногочисленна (по некоторым данным — 20 000 всадников), она оказывается сильнее. Возможно, тому способствует бедственное положение авар — ведь они спасаются бегством от идущих вслед за ними тюрков (тюркютов). Первыми подвергаются нападению утигуры (560 год), затем авары пересекают Дон и вторгаются в земли кутригуров. Хан Заберган становится вассалом кагана Баяна. Дальнейшая судьба кутригуров тесно связана с политикой авар.
Около 566 года передовые отряды тюрков достигают берегов Чёрного моря в районе устья Кубани. Утигуры признали над собой сюзеренитет правителя западного крыла Тюркского каганата Истеми и уже в составе его войска участвовали в захвате древней крепости Боспор на берегу Керченского пролива, а в 581 году появились под стенами Херсонеса.

## Создание болгарских государств. VII—VIII вв

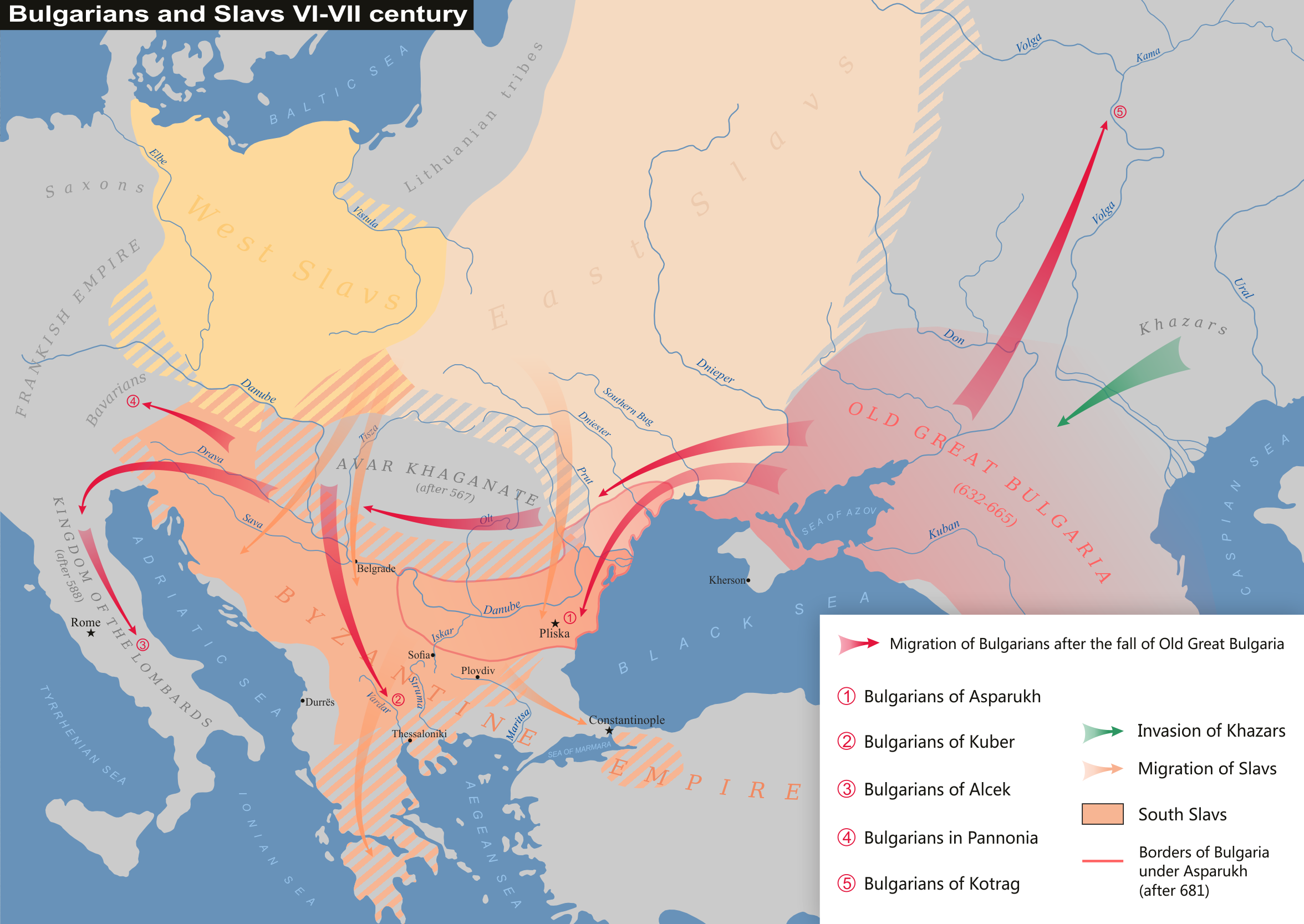
Расселение булгар после распада Великой Болгарии

После ухода авар в Паннонию и ослабления Тюркского каганата, который из-за внутренних неурядиц утратил контроль над своими западными владениями, булгарские племена вновь получили возможность заявить о себе. Их объединение связано с деятельностью хана Кубрата. Этот правитель, возглавлявший племя оногуров (уногундуров), с детства воспитывался при императорском дворе в Константинополе (по некоторым спорным предположениям, в 12 лет был крещён).

Великая Болгария. ~626-650 гг.

В 632 году он провозгласил независимость от авар и встал во главе объединения, получившего в византийских источниках название Великая Болгария. Её территория занимала Нижнее Прикубанье и Восточное Приазовье, по другим оценкам — зону от Ставропольской возвышенности и Фанагории до Южного Буга. Около 634—641 Кубрат заключил дружественный союз с византийским императором Ираклием.
После смерти Кубрата (ок. 665) его империя распалась, поскольку была разделена между его многочисленными сыновьями.
Этим разделением воспользовались хазары. Старший сын Кубрата — Батбаян — остался в Приазовье и стал данником хазар. Другой сын, Котраг, ушёл со своей частью племени на правый берег Дона.
Третий сын, Аспарух, под хазарским давлением ушёл со своей ордой на Дунай, где основал Первое Болгарское государство, в состав которого вошли и прибывавшие из-за Дуная на Балканский полуостров славянские племена, положив, таким образом, начало современной Болгарии.
Ещё двое сыновей Кубрата — Кувер (Кубер) и Альцек (Алцек) — ушли в Паннонию, к аварам.
Одна группа булгар, руководимых Кувером, играла важную роль в политике Аварского каганата. В период образования Дунайской Болгарии Кувер поднял мятеж и перешёл на сторону Византии, поселившись в Македонии. Впоследствии эта группа, видимо, вошла в состав дунайских болгар.
Другая группа во главе с Альцеком вмешалась в борьбу за престолонаследие в Аварском каганате, после чего была вынуждена бежать и просить убежища у франкского короля Дагоберта (629—639 гг.) в Баварии, а потом поселиться в Италии близ Равенны. До конца VIII века эти булгары сохраняли свой язык. Фамилия Булгаро, Болгаро, Булгари до сих пор сохранилась на Апеннинах, а в Болонье и сейчас существует церковь «Санта Мария ди Булгаро».

## Волжская Булгария
Булгарское государство сначала находилось в зависимости от Хазарского каганата, а после его падения (в 960-е гг.) стало полностью самостоятельным. В 12 в. сложилась единая болгарская народность, этнонимом которой являлось болгар (после опустошения Болгарской земли во 2-й пол. 14 – нач. 15 вв. всех болгар стали называть «чувашами»). При Алмуше в 922 году государственной религией стал ислам.

## Археология и палеоантропология

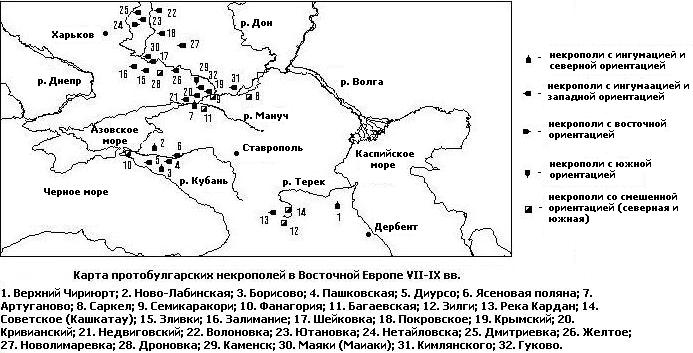
Протобулгарские некрополи

Материалы Зливкинского некрополя (Украина), некрополей Крыма и могильников на территории Волжской и Дунайской Болгарий показывают, что булгары относились к брахиокранным (круглая или короткая голова) европеоидам.
По краниологическим материалам Зливкинского могильника, относящегося к салтово-маяцкой культуре, антропологический тип булгар устанавливается как «брахикранный европеоидный тип с ослабленными монголоидными чертами, средними размерами лица и черепа».
Европеоидная брахиокрания характерна
- для азиатских и для части европейских сарматов[61] (исключая аланов, чей антропологический тип был долихокранным европеоидным[62])
- для междуречья Амударьи и Сырдарьи среди некрополей ирано-язычных народов
- у современных памирских народов[63].

Происхождение европеоидной брахиокрании протобулгар связывается с так называемыми палеоевропеоидными группами населения.
Не удалось выделить этнографические признаки булгар среди других кочевых народов в археологическом материале в период до VIII века. Погребения раннего периода отдельные археологи относят как принадлежащие булгарам лишь на основании сведений из письменных источников о проживании в данной местности в соответствующую эпоху булгарских племён. Алексей Комар предлагает считать носителей сухановского типа утигурами. Памятники типа Суханово занимали в Северном Причерноморье ту же зону, что и памятники типа Лихачёвки — от Пруто-Днестровского междуречья до Нижней Волги.

## Погребальный обряд
Общие сведения о погребальном обряде, составленные по могильникам VIII—IX вв.: ямные захоронения, тела клались на спину в неглубоких прямоугольных ямах в вытянутом положении. Ориентация головы — на север или запад. Сопутствующие предметы: глиняный горшок и немного мяса. Кони и вооружение стали встречаться в захоронениях в Болгарии. В позднее время встречаются также подбойные могилы. В частности, они присутствовали у волжских булгар по описаниям Ахмеда ибн Фадлана (920-е годы), который непосредственно побывал у волжских булгар:

«И когда умирает мусульманин у них, и (или) когда (умирает) какая-нибудь женщина-хорезмийка, то обмывают его обмыванием мусульман (то есть по обряду мусульман), потом везут его на повозке, которая тащит (его) понемногу (вместе) со знаменем, пока не прибудут с ним к месту, в котором похоронят его. И когда он прибудет туда, они берут его с повозки и кладут его на землю, потом очерчивают вокруг него линию и откладывают его (в сторону), потом выкапывают внутри этой линии его могилу, делают для него боковую пещеру и погребают его. И таким же образом они (жители) поступают со своими мертвыми».

Далее этот обычай хоронить в подбое стал доминировать среди волжских булгар, судя по археологическим материалам, и до сих пор казанские татары, а также башкиры практикуют подбойные могилы.

## Быт
Жилища булгар представляли собой круглые в плане юрты на кольях, с очагом в середине жилища. Ели преимущественно конину. Из зерновых культур было распространено просо. В качестве одежды использовались рубашки, кафтаны, башлыки и сапоги. Кочевой быт располагал к металлической посуде: блюдам, кумганам, кубкам.
Булгарское общество делились на семьи-аулы во главе со старейшинами, во главе которых стоял патша. В свадебных обрядах большую роль играл калым.
Для протоболгарского племени утигур характерна искусственная деформация черепа, в некоторых некрополях находят до 80 % таких черепов. У другого племени протоболгар кутригур этот обычай встречается незначительно. Сам обычай впервые зафиксирован в степях Средней Азии среди ирано-язычных кочевников, далее он начал преобладать у поздних сарматов, гуннов, кушан, хорезмийцев, аланов и других кочевников.

## Оружие

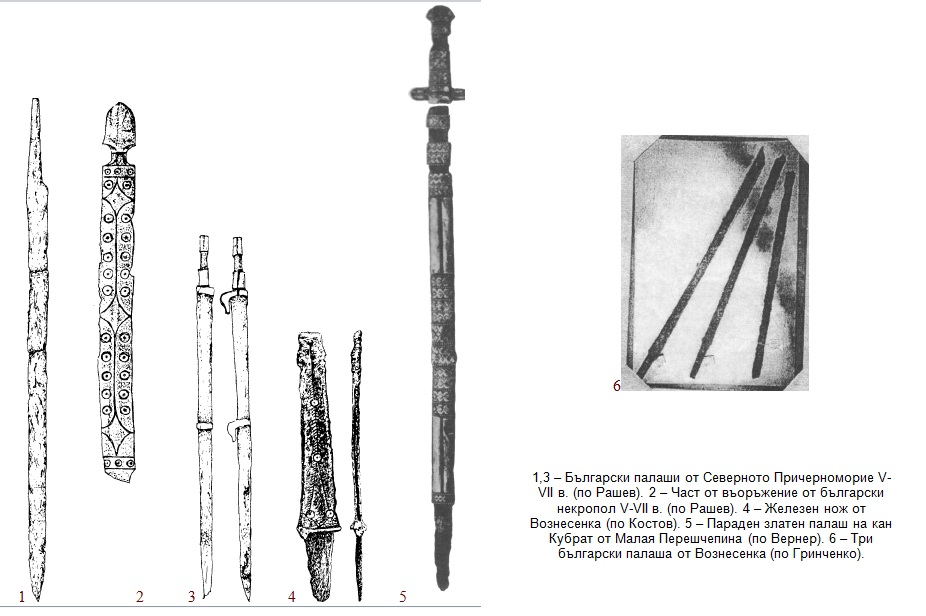
Образцы палашей протоболгар от 5 века н. э. из протоболгарских некрополей в причерноморье

Протоболгары на раннем этапе использовали палаши, затем параллельно стали использовать сабли, также использовали боевые топоры, кольчуги, шлемы, круглые щиты, кистени, булавы, копья, луки и стрелы.

## Письменность
Булгарский язык записывался несколькими видами письменности.
1. Доно-кубанское руническим письмом записывался язык протоболгар Причерноморья. Его кубанский диалект, согласно мнению Кызласова, принадлежал протоболгарам. Надписи кубанским вариантом доно-кубанского рунического письма обнаружены в столице Волжской Булгарии Биляре на обломке глиняной посуды.
2. Другая разновидность рунической письменности известна на Балканах. Самые значительные находки болгарского рунического письма были найдены в Мурфатларе и в Плиске.
3. Греческое письмо было приспособлено для записи булгарского языка в Болгарском царстве.
4. На территории Волжской Булгарии найдено около 400 эпитафий принадлежащий булгарам написанные арабской вязью. В 1863 году татарский учёный Хусейн Фейзханов опубликовал статью «Три надгробных болгарских надписи», в которой представил научной общественности итоги расшифровки булгарских эпитафий чувашскими словами.

Известно 15 надписей и фрагментов надписей на булгарском языке греческими буквами.
- Надпись из Преслава — самая объёмная надпись такого рода.
- Надпись из Надь-Сент-Миклош — вторая по объёму и по значению надпись.
- 4 короткие надписи из Силистры.
- Короткая надпись из Плиски, состоящая из двух частей.
- 7 частично сохранившихся надписей, обнаруженных в деревнях Чаталар и Попина, и в Плиске; лишь четыре из них поддаются переводу.

Все надписи греческими буквами происходят из одной чётко очерченой области — Северо-Восточной Болгарии (вместе с Добруджей). За её пределам подобные надписи не были найдены, за исключением надписи из Надь-Сент-Миклоша. Язык надписей зафиксировал язык царского двора.

## Религия

### Язычество
Религия булгар носила политеистический характер. По сведениям арабского хрониста Аль-Балхи главное божество-создатель булгар называлось «Эдфу», отличаясь от названий аналогичного божества среди других народов:

«Интересно, что все народы имеют своё название создателя. Арабы его называют Аллах в единственном числе, а других богов называют Иллах; персы его называют Хормуз, Изед, Яздан. У Заратустры он называется Хормуз, но я также слышал и названия Ход-ехт и Ход-Борехт, что просто означает Тот Самый. Индийцы и народ Синда его называют Шита Вабит и Махадева. Тюркский народ его называет Бир Тенгри, что означает „Бог Единственный“. Христиане Сирии его называют Лаха Раба Куадусса. Евреи его именуют в своем языке Элохим Адонай или Яхия Ашер Яхия. Элохим означает „бог“ на их языке. Я слышал, что булгары называют Создателя именем Эдфу, а когда я их спрашивал, как они называют своего идола, они мне отвечали — Фа. Я также спрашивал коптов, каково их имя создателя. Они отвечали: Ахад Шанак».

Исследователи связывают булгарского Эдфу (Едфу) с Памиром, где иранские народы называют Солнце афтоба (ягнобцы), афтаба (пуштуны), эфтеб (гилянцы), офтоба (язгулямцы). Солнце в зените в той местности именовали Адху и Едх. В пользу этого говорит сообщение Иоанна Экзарха о том, что булгары поклоняются Солнцу и звёздам.
Археологические находки в Плиске указывают на следы зороастризма у булгар. В крепости найдено здание с платформой в центре для огня, аналоги которого находят у зороастрийцев.
Жрецов булгары называли колобрами (в болгарском оригинале колобър) или колобарами. Предполагается, что колобр дословно означает на протобулгарском — маг, волшебник или священник, так как Феофилакт Симоката и Фотий писали именно об этих значениях этого слова.
Аналогию находят у эфталито-авар, приводя сведения византийца Теофилакта Симокаты, который называет практически идентичное название их жрецов — бо-колобры, также ближайшую аналогию слова находят в древнеперсидском в значении духовник, которая звучит на древнеперсидском, как — kolobkhar.

### Монотеистические религии
История распорядилась так, что потомки булгар Волжских и Дунайских пошли разными религиозными путями. Дунайские болгары при царе Борисе I в 865 приняли христианство от Византии, а волжские болгары при Алмуше в 922 — ислам от Багдадского халифата. По одной из версий, принявшие ислам булгары — предки современных татар, а не принявшие и ушедшие на правобережье — предки чувашей. Впоследствии дунайские болгары оказались завоёваны мусульманской Османской империей (Турцией); волжские булгары были завоёваны монголами.

## Булгарский язык
Во́лжско-булга́рский язы́к (в лингвистике используется также термин среднебулгарский язык) был распространён в Волжской Булгарии и в Булгарском улусе Золотой Орды. Его прямым потомком является чувашский язык. Известен по написанным арабской графикой эпитафиям XIII—XIV вв. на территории Среднего Поволжья (так называемые надписи «2-го стиля»). Отдельные лексемы известны из записки Ибн Фадлана X века и по заимствованиям в современных языках народов Поволжья и Предуралья. В 1863 году татарский учёный Хусейн Фейзханов опубликовал статью «Три надгробных болгарских надписи», в которой представил научной общественности результаты расшифровки булгарских эпитафий чувашскими словами. Спустя ещё полвека в написанном в 1904 году труде «Волжские болгары» И. Н. Смирнов пришёл к выводу, что болгарский язык — древнечувашский язык.
Первый узел обоих наших генеалогических древ — это отделение чувашского от других языков, обычно определяемое как отделение булгарской группы. — Дыбо А. В. Хронология тюркских языков и лингвистические контакты ранних тюрков. М.: Академия, 2004. — С. 766.

## Комментарии
1. ↑  Обстоятельную критику исходной точки зрения проф. В. Н. Златарского о турецко-татарском происхождении аспаруховых болгар и тесно связанных с нею некоторых деталей древнейшей истории болгарского народа в 1908 году дал д-р Ганчо Ценов в специальной брошюре «Българите са по-стари поселенци на Тракия и Македония от славяните». Основательной критике тот же автор (Dr. Gantscho Tzenoff) подверг турецко-татарскую теорию в последнем своём труде[40]. О других работах проф. В. Н. Златарского, равно как и о работах других представителей турецко-татарской теории смотри у Шишманова[41].